# Toni Huttunen
Toni Huttunen (Kuusankoski, Finlandia; 12 de enero de 1973) es un exfutbolista finés que se desempeñaba como lateral derecho.

## Selección nacional
Su debut con la selección de fútbol de Finlandia el 26 de octubre de 1994 en un partido amistoso contra Estonia.

## Estadísticas
| Club | Div.          | Temporada     | Liga (1) | Liga (1) | Liga (1) | Copas (2) | Copas (2) | Copas (2) | Internacional (3) | Internacional (3) | Internacional (3) | Total (4) | Total (4) | Total (4) | Media goleadora |
| Club | Div.          | Temporada     | Part.    | Goles    | Asist.   | Part.     | Goles     | Asist.    | Part.             | Goles             | Asist.            | Part.     | Goles     | Asist.    | Media goleadora |
| --- | ------------- | ------------- | -------- | -------- | -------- | --------- | --------- | --------- | ----------------- | ----------------- | ----------------- | --------- | --------- | --------- | --------------- |
| MYPA · Finlandia | 1.ª           | 1992          | 14       | 1        | 0        | -         | -         | -         | -                 | -                 | -                 | 14        | 1         | 0         | 0.07            |
| MYPA · Finlandia | 1.ª           | 1993          | 27       | 1        | 0        | -         | -         | -         | -                 | -                 | -                 | 27        | 1         | 0         | 0.04            |
| MYPA · Finlandia | 1.ª           | 1994          | 21       | 1        | 0        | -         | -         | -         | 4                 | 0                 | 0                 | 25        | 1         | 0         | 0.04            |
| MYPA · Finlandia | 1.ª           | 1995          | 26       | 2        | 0        | -         | -         | -         | 4                 | 0                 | 0                 | 30        | 2         | 0         | 0.07            |
| MYPA · Finlandia | 1.ª           | 1996          | 26       | 2        | 0        | -         | -         | -         | 4                 | 0                 | 0                 | 30        | 2         | 0         | 0.07            |
| MYPA · Finlandia | 1.ª           | 1997          | 24       | 1        | 0        | -         | -         | -         | -                 | -                 | -                 | 24        | 1         | 0         | 0.04            |
| MYPA · Finlandia | 1.ª           | 1998          | 26       | 2        | 0        | -         | -         | -         | -                 | -                 | -                 | 26        | 2         | 0         | 0.08            |
| MYPA · Finlandia | 1.ª           | 1999          | 28       | 1        | 0        | -         | -         | -         | -                 | -                 | -                 | 28        | 1         | 0         | 0.04            |
| MYPA · Finlandia | 1.ª           | 2000          | 30       | 3        | 0        | -         | -         | -         | 2                 | 0                 | 0                 | 32        | 3         | 0         | 0.09            |
| MYPA · Finlandia | 1.ª           | 2001          | 28       | 1        | 0        | -         | -         | -         | -                 | -                 | -                 | 28        | 1         | 0         | 0.04            |
| MYPA · Finlandia | 1.ª           | 2002          | 25       | 1        | 0        | -         | -         | -         | -                 | -                 | -                 | 25        | 1         | 0         | 0.04            |
| MYPA · Finlandia | 1.ª           | 2003          | 24       | 3        | 0        | -         | -         | -         | 2                 | 0                 | 0                 | 26        | 3         | 0         | 0.12            |
| MYPA · Finlandia | 1.ª           | 2004          | 25       | 1        | 0        | -         | -         | -         | 2                 | 0                 | 0                 | 27        | 1         | 0         | 0.04            |
| MYPA · Finlandia | 1.ª           | 2005          | 24       | 0        | 0        | -         | -         | -         | 2                 | 0                 | 0                 | 26        | 0         | 0         | 0               |
| MYPA · Finlandia | 1.ª           | 2006          | 16       | 0        | 0        | -         | -         | -         | 3                 | 0                 | 0                 | 19        | 0         | 0         | 0               |
| MYPA · Finlandia | 1.ª           | 2007          | 25       | 1        | 3        | -         | -         | -         | 4                 | 0                 | 0                 | 29        | 1         | 3         | 0.03            |
| MYPA · Finlandia | 1.ª           | 2008          | 26       | 0        | 1        | -         | -         | -         | -                 | -                 | -                 | 26        | 0         | 1         | 0               |
| MYPA · Finlandia | 1.ª           | 2009          | 26       | 2        | 0        | 6         | 0         | 0         | -                 | -                 | -                 | 32        | 2         | 0         | 0.06            |
| MYPA · Finlandia | Total club    | Total club    | 441      | 23       | 4        | 6         | 0         | 0         | 27                | 0                 | 0                 | 474       | 23        | 4         | 0.05            |
| Falkirk FC Escocia | 2.ª           | 1996-97       | 2        | 0        | 0        | -         | -         | -         | -                 | -                 | -                 | 2         | 0         | 0         | 0               |
| Falkirk FC Escocia | Total club    | Total club    | 2        | 0        | 0        | 0         | 0         | 0         | 0                 | 0                 | 0                 | 2         | 0         | 0         | 0               |
| Total carrera | Total carrera | Total carrera | 443      | 23       | 4        | 6         | 0         | 0         | 27                | 0                 | 0                 | 476       | 23        | 4         | 0.05            |
| (1) Resaltados los goles que le proclamaron máximo goleador del campeonato. (2) Incluye datos de la Copa de la Liga de Finlandia. (3) Incluye datos de la Copa de la UEFA / Liga Europa de la UEFA; Recopa de Europa de la UEFA; Liga de Campeones de la UEFA; Copa Intertoto de la UEFA. (4) No incluye goles en partidos amistosos. |               |               |          |          |          |           |           |           |                   |                   |                   |           |           |           |                 |

## Palmarés

### Campeonatos nacionales
| Título            | Club | País      | Año  |
| ----------------- | ---- | --------- | ---- |
| Copa de Finlandia | MYPA | Finlandia | 1995 |
| Copa de Finlandia | MYPA | Finlandia | 2004 |
| Veikkausliiga     | MYPA | Finlandia | 2005 |

## Distinciones individuales
| Distinción                                                  | Año         |
| ----------------------------------------------------------- | ----------- |
| Jugador con más partidos en la Veikkausliiga (441 partidos) | Actualmente |
| Jugador con más partidos del MYPA (474 partidos)            | Actualmente |